# 白蛇伝 (テレビドラマ)
『白蛇伝』（はくじゃでん、原題：白蛇伝）は、2006年5月1日から2006年5月10日までにCCTVによって放送された中国の連続テレビドラマ。中国に古代から伝わる四大民間神話伝説の一つである『白蛇伝』を元としている。全30話。日本未放送。

## 出演者
- 白素貞 - 劉涛
- 許仙 - 潘粤明
- 小青 - 陳紫函
- 法海 - 劉小峰

## スタッフ
- プロデューサー：李培森、馬潤生、王玉明
- 監督：呉家駘（台湾）
- 脚本：馮媛、蒋媛
- 撮影：才恵民、李丹奇、張振東
- 録音：苗青、趙静、林倩

## 主題歌
オープニングテーマ
「愛在人間」 
作詞：化方 作曲：張亞東 演唱：満文軍
エンディングテーマ
「今生你作伴」 
作詞：化方 作曲：張亞東 演唱：陳慧琳
挿入歌
「愛上你」 
作詞：化方 作曲：張亞東 演唱：劉涛 